# 8585 Purpurea
8585 Purpurea eller 2025 P-L är en asteroid i huvudbältet som upptäcktes den 24 september 1960 av den nederländsk-amerikanske astronomen Tom Gehrels och det nederländska astronomparet Ingrid van Houten-Groeneveld och Cornelis Johannes van Houten vid Palomarobservatoriet. Den är uppkallad efter fågeln Purpurhäger.
Asteroiden har en diameter på ungefär 17 kilometer.